# Drapeau du Nebraska
Le drapeau du Nebraska (en anglais : Flag of Nebraska) est le drapeau officiel de l'État américain du Nebraska. Il se compose du sceau du Nebraska sur un fond bleu. Le sceau contient un train à vapeur dans l'arrière-plan, avec des montagnes au loin. Un bateau à vapeur navigue sur les eaux de la rivière Missouri. Une cabane simple et des gerbes de blé récolté représentent l'importance des colons et de l'agriculture. Un forgeron travaille son enclume au premier plan. Au sommet du sceau une bannière décrit la devise officielle de l'État : Equality Before the Law (« Égalité devant la loi ») et autour de l'anneau et à l'extérieur du sceau on peut lire le texte « Grand Sceau de l'État du Nebraska, 1er mars 1867 ».
Le dessin actuel est adopté en 1925, après qu'une précédente proposition d'un architecte de l'État de New York est rejetée par le gouvernement du Nebraska en 1921. La désignation officielle de ce drapeau comme drapeau officiel de l'État n'intervient cependant qu'en 1963. Le Nebraska est alors l'un des derniers États de l'Union à adopter un drapeau officiel.
En 2001, le drapeau du Nebraska est classé en 71e position sur 72 drapeaux canadiens et américains, dans un sondage effectué par l'Association nord-américaine de vexillologie, occupant ainsi l'avant-dernière place. Le seul drapeau plus mal classé est alors le drapeau de la Géorgie, mais en 2003, la Géorgie en change le dessin.